# Mutantes (álbum)
Mutantes es el segundo álbum de la banda brasileña Os Mutantes. Siguiendo la línea de sus anteriores trabajos, el grupo lanza este disco con motivo de la Muestra Internacional de Discos y Ediciones Musicales MIDEM (En portugués: Mostra Internacional do Disco e Edições Musicais). Al momento de ser lanzado, Os Mutantes ya eran un grupo conocido dentro de brasíl, tras haber participado con otros artistas famosos como Caetano Veloso, Gilberto Gil y Rogério Duprat entre otros, sumado el haber aparecido en diversas compilaciones musicales y el haber grabado un jingle para la empresa de hidrocarburos Shell, que luego se convertiría en la quinta pista del disco, Algo Mais.

## Canciones
1. Dom Quixote (3:54)
  - (Arnaldo Baptista/Rita Lee)
2. Náo Vá Se Perder Por Ai (3:16)
  - (Roberto Loyola/Raphael Thadeu Vilardi da Silva)
3. Dia 36 (4:01)
  - (Johny Dandurand/Os Mutantes)
4. Dois Mil E Um (3:57)
  - (Tom Zé/Rita Lee)
5. Algo Mais (2:38)
  - (Rita Lee/Sérgio Dias Baptista/Arnaldo Baptista)
6. Fuga n.º II (3:42)
  - (Rita Lee/Sérgio Dias Baptista/Arnaldo Baptista)
7. Banho de Lua (Tintarella Di Luna) (3:41)
  - (Francesco Migliacci/Bruno de Filippi/Fred Jorge)
8. Rita Lee (3:10)
  - (Rita Lee/Sérgio Dias Baptista/Arnaldo Baptista)
9. Mágica (4:38)
  - (Os Mutantes)
10. Qualquer Bobagem (4:37)
  - (Tom Zé/Os Mutantes)
11. Caminhante Noturno (5:11)
  - (Rita Lee/Arnaldo Baptista)

## Reedición en CD
El 2006, Universal reeditó y remasterizó todos los CD de Os Mutantes debido al creciente interés y popularidad de la banda. En todas las reediciones se conservó el orden, nombre, duración y arte de los vinilos originales, añadiendo, además, las letras de las canciones y pequeñas reseñas correspondientes para cada álbum.

## Créditos

### Mutantes
- Arnaldo Baptista - bajo, teclados y voz
- Rita Lee - voz, percusión y theremín
- Sérgio Dias - guitarras, bajo y voz

### Participaciones especiales
- Dinho Leme (acreditado como "Sir Ronaldo I Du Rancharia") - batería
- Cláudio César Dias Baptista  - construcción de electrónicos (y la "Guitarra de Oro" Regulus)
- Zé do Rancho & Mariazinha - guitarra (viola caipira), acordeón (respectivamente) y voz en Dois mil e Um

### Equipo técnico
- Manoel Barenbein - producción
- Mutantes - arreglos básicos
- Rogério Duprat - arreglos orquestales
- Joao Kibelskis, José Carlos Teixeira y Stelio Carlini - técnicos de sonido
- Lincoln - diagramación

- Datos: Q3271121